# Isesaki (Gunma)
Isekaki (japonsky:伊勢崎市 Isekaki-ši) je japonské město v prefektuře Gunma na ostrově Honšú. Žije zde přes 200 tisíc obyvatel. Fungují zde 2 univerzity a peruánská internátní škola Colegio Hispano Americano de Gunma.

## Rodáci
- Harue Satoová (* 1976) – fotbalistka

## Partnerská města
- Ma-an-šan, Čína (1989)
- Springfield, Missouri, Spojené státy americké (1986)